# Kalná nad Hronom
Kalná nad Hronom és un poble i municipi d'Eslovàquia que es troba a la regió de Nitra, al sud-oest del país. El 2021 tenia 2.073 habitants.

## Història
La primera menció escrita de la vila es remunta al 1209.

## Demografia
| Godina             | 1994 | 2004   | 2014   | 2024   |
| ------------------ | ---- | ------ | ------ | ------ |
| Nombre de persones | 2074 | 2065   | 2071   | 2025   |
| Diferència         |      | −0,43% | +0,29% | −2,22% |

| Godina             | 2023 | 2024   |
| ------------------ | ---- | ------ |
| Nombre de persones | 2057 | 2025   |
| Diferència         |      | −1,55% |

## Viles agermanades
- Palotabozsok, Hongria